# Simca-Gordini T15
Chronologie des modèles (1955 - 1956)
Simca-Gordini T11
La Simca-Gordini Type 15, également connue sous le nom de Gordini T15, est une monoplace de course à roues ouvertes, conçue, développée et assemblée par le constructeur français Gordini, pour courir en Formule 1, produite entre 1947 et 1953,.